# Wärmegekoppelte Destillation
Die wärmegekoppelte Destillation ist eine verfahrenstechnische Methode, um den Energieverbrauch bei der Abtrennung eines Lösungsmittels durch Destillation zu reduzieren.

## Prinzip
Das Lösungsmittel wird in einer Serie von Verdampfern zunehmend eingeengt. Jede Verdampferstufe wird bei einem anderen Druck betrieben. Durch die Änderung des Druckes ändert sich die Siedetemperatur. Dadurch, dass am Kondensator der ersten Stufe die Kondensationstemperatur aufgrund vom höheren Druck höher ist, als die Siedetemperatur der nächsten Stufe, kann die bei der Kondensation freiwerdende Kondensationsenthalpie für die Verdampfung in der nächsten Stufe benutzt werden.

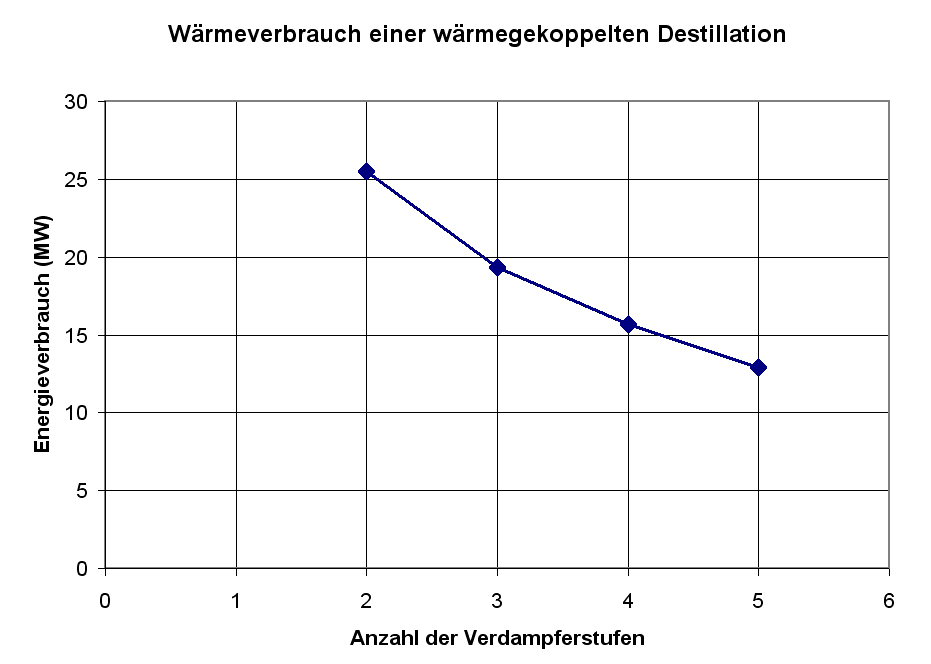
Wärmeverbrauch einer wärmegekoppelten Destillation in Abhängigkeit von der Anzahl an Verdampferstufen

Im dargestellten Beispiel wird die erste Stufe bei einem Absolutdruck von 10 bar betrieben. Diese Stufe wird mit hochgespanntem Dampf beheizt. Bei diesem Druck siedet Wasser bei 181 °C. Durch die Beheizung verdampft ein Teil des Wassers der Zulauflösung. Am Kondensator W121 der ersten Stufe wird das verdampfte Wasser bei einer Temperatur von 180 °C kondensiert. Da die Kondensationsenthalpie bei einer hohen Temperatur anfällt, kann sie durch den Wärmetauscher auf die nächste Stufe übertragen werden, die bei einem niedrigeren Druck von 5,5 bar betrieben wird und bei der die Siedetemperatur im Sumpf 157 °C beträgt. Die Wärme wird dadurch zweifach benutzt. Durch Ankopplung von weiteren Verdampferstufen mit abnehmendem Druck kann der Wärmeverbrauch noch weiter reduziert werden.
Der Wärmeverbrauch der wärmegekoppelten Destillation kann noch weiter reduziert werden, in dem das anfallende heiße Kondensat aus den Kondensatoren gekühlt wird, wobei diese Wärme zur Aufwärmung der Lösung vor Eintritt in die erste Verdampferstufe genutzt wird (Wärmetauscher W114, W124 usw.).
Im dargestellten Beispiel sind 4 Stufen realisiert. Der Energieverbrauch beträgt 11,5 MW. Würde man die gleich Wassermenge in einer einzigen Verdampferstufe ohne Wärmekopplung abdestillieren, so würde der Energieverbrauch auf über 25 MW ansteigen.